# Diskless Shared Root Cluster
Ein Diskless Shared-Root-Cluster ist eine Systemplattform für Hochverfügbarkeits-Infrastrukturen.
Ein Linux-Cluster-Filesystem, zum Beispiel GFS und OCFS2, ist die Grundlage, um ein angebundenes Storage Area Network (SAN) zu einem Single System Image (SSI) auf Dateisystemebene zu verbinden.
Die Architektur eines Diskless Computerclusters ermöglicht die Trennung von Server-System und Storage-Array. Sowohl Betriebssystem, als auch die eigentlichen Nutzdaten (z. B. Dateien, Datenbanken oder Webseiten) werden zentral und konkurrierend auf dem angehängten Storage-System vorgehalten. Ein als Cluster-Knoten fungierender Server kann bei Bedarf leicht ausgetauscht werden.
Obwohl es einen potentiellen Flaschenhals darstellt, kann ein Cluster für einfachere Aufgaben auch ohne SAN aufgebaut werden, indem die Daten auf einem NFS-Server vorgehalten werden. Es ist aber zu empfehlen, dass der NFS-Server selbst als 2-Knoten-Cluster implementiert wird, um einen Single Point of Failure (SPOF) zu verhindern.
Durch die Abstraktion zwischen Speichersystem und Rechenleistung der Server kann die Infrastruktur gut skaliert werden. Speicherkapazität, Rechenleistung und Netzwerkkapazität können unabhängig voneinander an die aktuellen Anforderungen angepasst werden.
Eine ähnliche Technologie ist im UNIX-Bereich beispielsweise im TruCluster (Tru64 UNIX) zu finden.
Eine Open-Source-Implementierung eines Diskless Shared-Root-Clusters wird vom Open-Sharedroot-Projekt entwickelt.